# Liste des routes des Territoires du Nord-Ouest
La liste des routes des Territoires du Nord-Ouest répertorie l'ensemble des routes de juridiction territoriale des Territoires du Nord-Ouest au Canada. Ces routes se subdivisent en routes artérielles (Arterial Class Highways), au nombre de six, et en routes collectrices (Collector Class Highways), au nombre de 23. Seules certaines localités des Territoires du Nord-Ouest sont accessibles par ce réseau de routes, qui est sous la responsabilité du ministère territorial de l'Infrastructure. 

## Réseau artériel
Le tableau suivant répertorie les routes composant le réseau artériel du territoire. 
| Route | Longueur (km) | Extrémité sud ou ouest                                                     | Extrémité nord ou est                                        | Nom                        | Inauguration | Notes |
| ----- | ------------- | -------------------------------------------------------------------------- | ------------------------------------------------------------ | -------------------------- | ------------ | ----- |
|       | 690,0         | Route AB-35 à la frontière avec l'Alberta près de Indian Cabins            | Wrigley                                                      | Mackenzie Highway          | 1949         |       |
|       | 48,6          | Route 1 près de Fort Providence                                            | Vale Island à Hay River                                      | Hay River Highway          | 1949         |       |
|       | 338,8         | Route 1 près de Fort Providence                                            | Route 4 à Yellowknife                                        | Yellowknife Highway        | 1960         |       |
|       | 69,2          | Route 3 à Yellowknife                                                      | Tibbitt-Contwoyto Winter Road                                | Ingraham Trail             | vers 1965    |       |
|       | 267,0         | Route 2 près de Hay River                                                  | Route AB-48 à la frontière avec l'Alberta près de Fort Smith | Fort Smith Highway         | 1966         |       |
|       | 90,0          | Route 5 près de Hay River                                                  | Fort Resolution                                              | Fort Resolution Highway    | -            |       |
|       | 254,1         | Route BC-77 à la frontière avec la Colombie-Britannique près de Fort Liard | Route 1 près de Fort Simpson                                 | Liard Highway              | 1984         |       |
|       | 272,5         | Route YT-5 à la frontière avec le Yukon                                    | Route 10 à Inuvik                                            | Dempster Highway           | 1979         |       |
|       | 97,0          | Route 3 près de Behchokǫ̀                                                   | Whatì Winter Road près de Whatì                              | Tłı̨chǫ Highway             | 2021         |       |
|       | 133,6         | Route 3 près d'Inuvik                                                      | Tuktoyaktuk                                                  | Inuvik-Tuktoyaktuk Highway | 2017         |       |

## Routes collectrices
Le tableau suivant répertorie les routes collectrices du territoire. 
| Route                             | Route principale | Longueur (km) | Extrémité sud ou ouest             | Extrémité nord ou est              | Inauguration | Notes                 |
| --------------------------------- | ---------------- | ------------- | ---------------------------------- | ---------------------------------- | ------------ | --------------------- |
| Colville Lake Winter Road         | Route 1          | 165,0         | Wrigley-Fort Good Hope Winter Road | Colville Lake                      | vers 2008    | Route d'hiver         |
| Délįne Winter Road                | Route 1          | 105,3         | Wrigley-Fort Good Hope Winter Road | Délîne                             |              | Route d'hiver         |
| Fort Simpson Access Road          | Route 1          | 3,4           | Route 1                            | Fort Simpson                       |              |                       |
| Jean Marie River Access Road      | Route 1          |               |                                    |                                    |              |                       |
| Kakisa Lake Access Road           | Route 1          |               |                                    |                                    |              |                       |
| Mackenzie Valley Winter Road      | Route 1          |               |                                    |                                    |              |                       |
| Sambaa K'e Winter Road            | Route 1          | 126,0         | Sambaa K’e                         | Route 1                            |              | Route d'hiver         |
| Wrigley Access Road               | Route 1          |               |                                    |                                    |              |                       |
| Hay River Service Road            | Route 2          |               |                                    |                                    |              |                       |
| Behchokǫ̀ – Edzo Access Road       | Route 3          |               |                                    |                                    |              |                       |
| Behchokǫ̀ – Rae Access Road        | Route 3          | 10,5          | Route 3                            | Quartier Rae à Behchokö            |              |                       |
| Fort Providence Access Road       | Route 3          | 5,4           | Route 3                            | Fort Providence                    |              |                       |
| Yellowknife Access Road           | Route 3          | 3,6           | 49th Avenue, Yellowknife           | Giant Mine Boat Launch Access Road |              |                       |
| Yellowknife City Bypass Road      | Route 3          |               |                                    |                                    |              |                       |
| Dettah Access Road                | Route 4          | 11,3          | Dettah                             | Route 4                            |              |                       |
| Dettah Ice Road (Yellowknife Bay) | Route 4          | 6,3           | Dettah                             | School Draw Avenue in Yellowknife  |              | Route d'hiver         |
| Hay River Reserve Access Road     | Route 5          |               |                                    |                                    |              |                       |
| Salt River Village Road           | Route 5          |               |                                    |                                    |              |                       |
| Little Buffalo Village Road       | Route 6          |               |                                    |                                    |              |                       |
| Fort Liard Access Road            | Route 7          | 5,3           | Fort Liard                         | Route 7                            |              |                       |
| Nahanni Butte Access Road         | Route 7          | 22,3          | Nahanni Butte                      | Route 7                            |              |                       |
| Aklavik Ice Roads                 | Route 8          | 116,0         | Aklavik                            | Route 8 à Inuvik                   |              | Route d'hiver         |
| Fort McPherson Access Road        | Route 8          | 1,1           | Route 8                            | Fort McPherson                     |              |                       |
| Inuvik Access Road                | Route 8          | 0,6           | Route 8                            | Inuvik                             |              |                       |
| Tsiigehtchic Winter Access Road   | Route 8          |               |                                    |                                    |              |                       |
| Whatì Access Road                 | Route 9          |               | Route 9                            | Whatì                              |              |                       |
| Gamètì Winter Road                | Route 9          | 128,0         | Whatì Winter Road                  | Gamètì                             |              | Ancienneroute d'hiver |
| Wekweètì Winter Road              | Route 9          | 235,0         | Whatì Winter Road                  | Wekweètì                           |              | Route d'hiver         |